# Ichneumon tyrannus
Ichneumon tyrannus là một loài tò vò trong họ Ichneumonidae.